# Theodor Cuno
Theodor Friedrich Cuno (* 5. September 1846 in Tecklenburg; † 24. März 1934 in New Llano, Louisiana) war ein deutsch-amerikanischer Maschinenbauingenieur, Journalist und Mitglied der Internationalen Arbeiterassoziation. Er nutzte das Pseudonym Frederico Capestro.

## Leben
Theodor Friederich Cuno war der Sohn von Eduard Heinrich Cuno und der Pharaide (Pharaild) geb. De Rochants. Am 27. September wurde er getauft.
Im Jahr 1869 wurde er in Chemnitz Mitglied der Sozialdemokratischen Arbeiterpartei und lernte Wilhelm Liebknecht und August Bebel dort kennen.
Cuno war im Jahr 1870 Mitglied des „Wiener Arbeitervereins“. Im Herbst 1871 ging Cuno nach Mailand, arbeitete in der Fabrik „Elvetica“ und gründete am 7. Januar 1872 die Mailänder Sektion der Internationalen Arbeiterassoziation. Am 11. Januar 1871 schrieb er an Friedrich Engels: „da mir der Patron die Alternative stelle, entweder aus der Internationale auszutreten oder fortzugehen zog ich letzteres vor“. Am 28. Februar 1872 wurde er in Mailand verhaftet und auf Betreiben von Rudolph Schramm, des preußischen Konsuls in Mailand, ausgewiesen. Er ging nach Düsseldorf, wo sein Vater lebte und von dort nach Seraing und Lüttich in Belgien. Er war im September 1872 Delegierter des Haager Kongresses der IAA und Vorsitzender der Kommission, die das Treiben Bakunins untersuchte. Er hatte als Delegierter Mandate aus Düsseldorf und Stuttgart. Nach dem Haager Kongress ging er gemeinsam mit Friedrich Adolph Sorge nach New York und lebte bis zu seinem Lebensende in den Vereinigten Staaten. Dort war er einer der Führer der Gewerkschaftsorganisation The Knights of Labor und Mitarbeiter der „New Yorker Volkszeitung“. Im September 1888 interviewte er Friedrich Engels für diese Zeitung.
Bei der Volkszählung 1905 lebten in seinem Haushalt in Brooklyn seine Frau Pauline (* 1861), der Sohn Rowland Cuno (* 1875), die Töchter Rosebud Cuno (* 1885), Lena Cuno (* 1889) und Violet B. Cuno (* 1891), die Söhne George H. Cuno (* 1891) und John B. Cuno (* 1895), der Schwiegersohn Joseph T. Cosgrove (* 1869), seine Tochter Steaël Cosgrove, geb. Cuno (1879) und das Enkelkind Dorethie E. Cosgrove (* 1897).
Cuno starb am 24. März 1934 in der Stadt New Llano in Louisiana.

## Werke
- Italienische Polizei-Willkür. In: Der Volksstaat. Leipzig vom 24. April 1872
- Prepotenza. In: Gazzetino Rosa. Mailand vom 7. Mai 1872
- Rapport de la Commission d'enquête sur la société "l'Alliance" Den Haag, 7 September 1872. (Gez.: Théod. F. Cuno, Laquin und Paul Vichard)
- [Friedrich Engels]: [Interview für die New Yorker Volkszeitung]. In: Der Sozialdemokrat. London Nr. 42 vom 13. Oktober 1888[20][21]
- Friedrich Engels auf den Haager Kongreß. In: Manfred Kliem: Ich erinnere mich gern … Zeitgenossen über Friedrich Engels. Dietz Verlag, Berlin 1970, S. 134–137[22]

## Briefe und Nachlass
- Theodor Cuno an Johann Philipp Becker. IISG, Amsterdam 1871–1872. 6 Briefe, 1 Telegramm, Signatur J. P. Becker Nachlass D I 447-453
- Theodor Cuno an Friedrich Engels 1. November 1871[23]
- Friedrich Engels an Theodor Cuno 13. November 1871 MEW Band 33, S. 319–320
- Theodor Cuno an Friedrich Engels 30. November 1871[24]
- Theodor Cuno an Friedrich Engels 27. Dezember 1871[25]
- Circolo Operaio di Milano an Friedrich Engels 11. Januar 1872 gezeichnet Th. Cuno, M. Gandolfi, V. Pezza, E. Pozzi, A. Bonetti, G. Bellasio.[26]
- Theodor Cuno an Friedrich Engels 11. Januar 1872[27]
- Friedrich Engels an Theodor Cuno 24. Januar 1872 MEW Band 33, S. 387–393
- Theodor Cuno an Friedrich Engels und Johann Philipp Becker 1. Februar 1872[28]
- Theodor Cuno an Friedrich Engels 17. April 1872[29]
- Friedrich Engels an Theodor Cuno 22.-23. April 1872 MEW Band 33, S. 446–449
- Theodor Cuno an Friedrich Engels 25. April 1872[30]
- Theodor Cuno an Friedrich Engels 6. Mai 1872
- Friedrich Engels an Theodor Cuno 7. - 8. Mai 1872 MEW Band 33, S. 458–462
- Theodor Cuno an Friedrich Engels 30. Mai 1872
- Friedrich Engels an Theodor Cuno 10. Juni 1872 MEW Band 33, S. 484–485
- Theodor Cuno an Friedrich Engels 29. Juni 1872
- Friedrich Engels an Theodor Cuno 5. Juli 1872 MEW Band 33, S. 497–499
- Theodor Cuno an Friedrich Engels 26. Juli 1872
- Friedrich Engels an Theodor Cuno 4. August 1872 MEW Band 33, S. 510–511
- Theodor Cuno an Friedrich Engels 8. Oktober 1872
- Friedrich Engels an Theodor Cuno 29. Oktober 1872 MEW Band 33, S. 533–534
- Theodor Cuno an Karl Marx 8. Januar 1873
- Theodor Cuno an Friedrich Engels 10. Januar 1873
- Theodor Cuno an Friedrich Engels 3. Oktober 1879
- Theodor Cuno an Karl Marx 10. Oktober 1879
- Theodor Cuno an Friedrich Engels 10. Juni 1881
- Theodor Cuno an Friedrich Engels 21. Januar 1882
- Theodor Cuno an Friedrich Engels 16. März 1883
- Theodor Cuno Papers 1865-1904. IISG Amsterdam